# Taraxacum erostre
Taraxacum erostre là một loài thực vật có hoa trong họ Cúc. Loài này được Zakirov miêu tả khoa học đầu tiên năm 1962.